# Borawskie (gmina Jedwabne)
Borawskie – wieś w Polsce położona w województwie podlaskim, w powiecie łomżyńskim, w gminie Jedwabne.
Wierni kościoła rzymskokatolickiego należą do parafii św. Jakuba Apostoła w Jedwabnem.

## Historia
W dniu 8 grudnia 1426 roku książę mazowiecki Janusz I nadał braciom Dobiesławowi, Stanisławowi i Mikołajowi z Borowa (ostrołęckie) 10 włók ziemi położonych koło wsi Rostusz (obecnie Obrytki) w parafii Przytuły. Borawskie Dobki zostały założone przez Dobiesława i jego brata Mikołaja, (którego synami między innymi byli Maciej i Wit założyciele wsi Borawskie a Wissa). Pisali się jako; z Borawskich Dobków, a następnie miejscowość przyjęła nazwę Borawskie. Bracia pieczętujący się herbem Cholewa przyjęli nazwisko Borawski. Prawa własności zostały potwierdzone w 1428 roku przez księcia Władysława I.
W 1784 roku wieś była zaściankiem szlacheckim.
W czasach zaborów w granicach Imperium Rosyjskiego. W latach 1921–1939 ówczesna kolonia leżała w województwie białostockim, w powiecie kolneńskim, w gminie Jedwabne.
Według Powszechnego Spisu Ludności z 1921 roku zamieszkiwało tu 70 osób w 12 budynkach mieszkalnych. Miejscowość należała do parafii rzymskokatolickiej w m. Jedwabnem. Podlegała pod Sąd Grodzki w Stawiskach i Okręgowy w Łomży; właściwy urząd pocztowy mieścił się w Jedwabnem.
W wyniku napaści ZSRR na Polskę we wrześniu 1939 miejscowość znalazła się pod okupacją sowiecką. 2 listopada została włączona do Białoruskiej SRR. 4 grudnia 1939 włączona do nowo utworzonego obwodu białostockiego. Od czerwca 1941 roku pod okupacją niemiecką. 22 lipca 1941 r. włączona w skład okręgu białostockiego III Rzeszy.
W latach 1946–1975 miejscowość administracyjnie należała do województwa białostockiego.
Natomiast w latach 1975–1998 miejscowość należała do województwa łomżyńskiego